# Libera (godin)
Libera vormde samen met Liber een oud Romeins godenpaar dat gespecialiseerd was in de bescherming van de oogst. Samen met Ceres (godin van de oogst, de landbouw en het graan of het koren) vormden ze een plebejische godentrias. De tempel, gebouwd in Etruskische stijl, maar Grieks geornamenteerd, stond tussen het Circus Maximus en de Aventijn als tegenhanger van het Capitolijnse godentrias Jupiter-Juno-Minerva.
Libera werd later met Persephone (bijnaam kore) en Ariadne, een Minoïsche vegetatiegodin, dochter van Minos, vriendin van Theseus, maar ook de echtgenote van Dionysos, geïdentificeerd. Aangezien Liber al vroeg vereenzelvigd werd met de Griekse Dionysos, werden deze twee ook als een echtpaar beschouwd.
Hun feest, de Liberalia, werd op 17 maart te Rome zeer uitbundig gevierd. De cultus van Libera zou in Rome rond 496 v.Chr. zijn intrede gedaan hebben, volgens de Sibyllijnse boeken.
Op het eiland Sicilië werd Libera ook vereerd. Er stond een belangrijke tempel voor haar in Syracuse.

De Romeinen noemden ook de Punische Tanit Libera, de godin van Lybië. Lybië was in die tijd de naam voor heel Noord-Afrika, zonder Egypte.

## Voetnoten
1. ↑  Een godenpaar is een paar bestaande uit een god en een godin die hetzelfde patroneren, als mannelijke en vrouwelijke tegenhanger van elkaar. Het is niet zeker of Liber en Libera ook in oorsprong een godenpaar waren.
2. ↑  Deze godentrias werd al lang vereerd in Zuid-Italië, Sicilië (Magna Graecia) en Etrurië. In 493 v.Chr. werd voor hen een tempel opgericht tussen het Circus Maximus en de Aventijn.